# (2305) King
(2305) King (1980 RJ1; 1929 TM; 1931 AJ; 1934 VM; 1941 FO; 1952 SB; 1955 HE; 1966 RE; 1969 FB; 1971 TT; 1976 YK6; 1978 EY4) ist ein Asteroid des mittleren Hauptgürtels, der am 2. September 1980 am Oak-Ridge-Observatorium des Harvard-Smithsonian Center for Astrophysics in Harvard (Massachusetts) (IAU-Code 801) entdeckt wurde.

## Benennung
(2305) King wurde nach dem US-amerikanischen Baptistenpastor und Bürgerrechtler Martin Luther King (1929–1968) benannt, der sich in der Bürgerrechtsbewegung mit friedlichen Mitteln für die soziale, politische und wirtschaftliche Gleichstellung der Schwarzen einsetzte. 1964 erhielt King den Friedensnobelpreis.